# 1991: The Year Punk Broke
1991: The Year That Punk Broke ist ein 95-minütiger Konzertfilm, der über die „The-Year-That-Punk-Broke“-Europatournee von Sonic Youth entstand. Gedreht wurde der Film von Filmemacher Dave Markey, der unter anderem schon für Sonic Youth, Black Flag und die Meat Puppets Musikvideos produzierte. Neben Sonic Youth treten auch andere Bands auf, die sie auf der Tour begleiteten. So findet sich Material von den Ramones und von Dinosaur Jr, ferner ist auch Material von der zum Zeitpunkt der Aufnahmen noch unbekannten Band Nirvana enthalten, die einen Monat nach ihrem Auftritt auf dem Reading Festival im Rahmen der Tour ihr Album Nevermind veröffentlichte. Der Film erschien am 13. September 2011, restauriert und remastered als DVD. Sie enthält neben dem Film auch Bonus-Material, unter anderem einen Live-Mitschnitt von Nirvanas In Bloom.